# 2365 Interkosmos
2365 Interkosmos (1980 YQ) là một tiểu hành tinh vành đai chính được phát hiện ngày 30 tháng 12 năm 1980 bởi Vavrova, Z. ở Klet.